# Willis Davis
Willis E.Davis, est un joueur de tennis américain né le 16 décembre 1893 à San Francisco et décédé le 15 décembre 1936 à Fort Whipple  Arizona Il a notamment remporté les Internationaux des États-Unis en 1916, en double mixte (avec Eleonora Sears).

## Palmarès (partiel)

### Finales en double
|   | Date | Nom et lieu du tournoi                    | Cat.      | ($) | Surf.        | Vainqueurs                     | Partenaire     | Score         |
| 1 | 1920 | US Women's National Champ’s, Forest Hills | G. Chelem |     | Herbe (ext.) | Bill Johnston Clarence Griffin | Roland Roberts | 6-2, 6-2, 6-3 |

### Titres en double mixte
|   | Date | Nom et lieu du tournoi             | Cat.      | ($) | Surf.        | Partenaire     | Finalistes                  | Score    |          |
| 1 | 1916 | US Men's National Champ’s, Newport | G. Chelem | 0   | Herbe (ext.) | Eleonora Sears | Florence Ballin Bill Tilden | 6-4, 7-5 | Parcours |